# Letzter Aufruf BER – der lange Weg zum Berliner Flughafen
Letzter Aufruf BER – Der lange Weg zum Hauptstadtflughafen ist ein deutscher Dokumentarfilm von Thomas Balzer aus dem Jahr 2020. Der 90-minütige Fernsehfilm thematisiert die mehrjährige Bauverzögerung des Flughafens Berlin Brandenburg (BER) und dokumentiert zentrale Etappen des Großprojekts von der Planung bis zur Eröffnung. Die Erstausstrahlung erfolgte am 28. Oktober 2020 auf ARTE.

## Handlung
Der Film beleuchtet die Geschichte des BER von der Grundsteinlegung im Jahr 2006 bis zur tatsächlichen Inbetriebnahme im Oktober 2020. Im Fokus stehen die technischen und organisatorischen Probleme, politische Fehlentscheidungen sowie der öffentliche Umgang mit dem Bauverlauf. Interviews mit Beteiligten, Archivaufnahmen und Pressedokumente veranschaulichen die Komplexität des Projekts und die Ursachen des Scheiterns. Thematisiert werden unter anderem die wiederholten Terminverschiebungen, extrem gestiegenen Kosten sowie die Rolle prominenter Entscheidungsträger wie Klaus Wowereit, Wolfgang Tiefensee, Hartmut Mehdorn, Matthias Platzeck und Rainer Schwarz.

## Produktion
Die Dreharbeiten zu Letzter Aufruf BER – Der lange Weg zum Hauptstadtflughafen begannen im Jahr 2019, als sich die Eröffnung des neuen Flughafens Berlin Brandenburg (BER) nach jahrelangen Verzögerungen konkret abzeichnete. Der Dokumentarfilm wurde unter dem Arbeitstitel ''7 Spaten'' mit Unterstützung des Medienboard Berlin-Brandenburg entwickelt und zwischen 2019 und 2020 realisiert. Anlass für die Produktion war die für Oktober 2020 geplante Inbetriebnahme des Flughafens – nach insgesamt neun Jahren Verspätung. Der Film wurde von der Kölner Produktionsfirma Made in Germany Filmproduktion produziert. Er entstand in Kooperation mit rbb, WDR und ARTE. Gefördert wurde das Projekt vom Medienboard Berlin-Brandenburg. Regie und Drehbuch übernahm Thomas Balzer, der bereits zuvor in zahlreichen Dokumentationen zur Stadtentwicklung Berlins tätig war. Die Kamera führte Andreas Köhler, den Schnitt verantworteten Gabriele Eglau.

## Veröffentlichung
- Letzter Aufruf BER – Der lange Weg zum Hauptstadtflughafen* wurde erstmals am 28. Oktober 2020 auf ARTE ausgestrahlt. Weitere Sendetermine folgten am 31. Oktober im rbb Fernsehen sowie am 4. November 2020 im WDR Fernsehen.

## Rezeption
Die Dokumentation erhielt positive Kritiken. Die Süddeutsche Zeitung bezeichnete den Film als „meisterhafte Doku über den Berliner Flughafen“, die das Bauversagen mit analytischer Schärfe und feiner Ironie darstelle. Auch der Tagesspiegel würdigte die filmische Aufarbeitung der Ereignisse und betonte das kritische Porträt politischer und wirtschaftlicher Verantwortung. Le Monde lobte in der Filmkritik den gut recherchierten und mit feinem Humor versehenen Rückblick auf das Scheitern eines gigantischen Bauprojekts, welches dem Ansehen Deutschlands geschadet hat.